# کاکتوس منشوری
کاکتوس منشوری(نام علمی: Leuchtenbergia principis) نام یک گونه از تیره کاکتوس است.

## نگارخانه

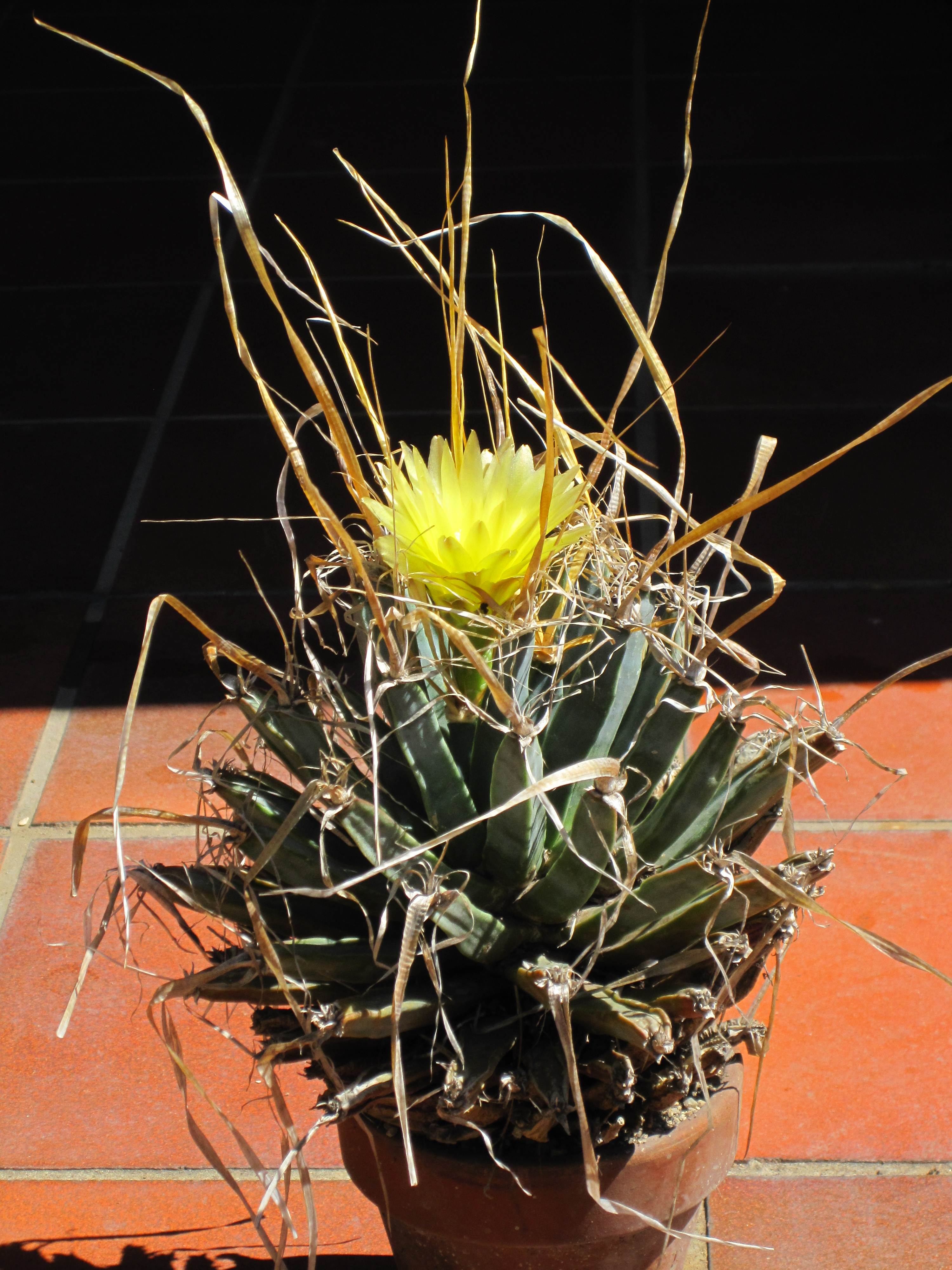
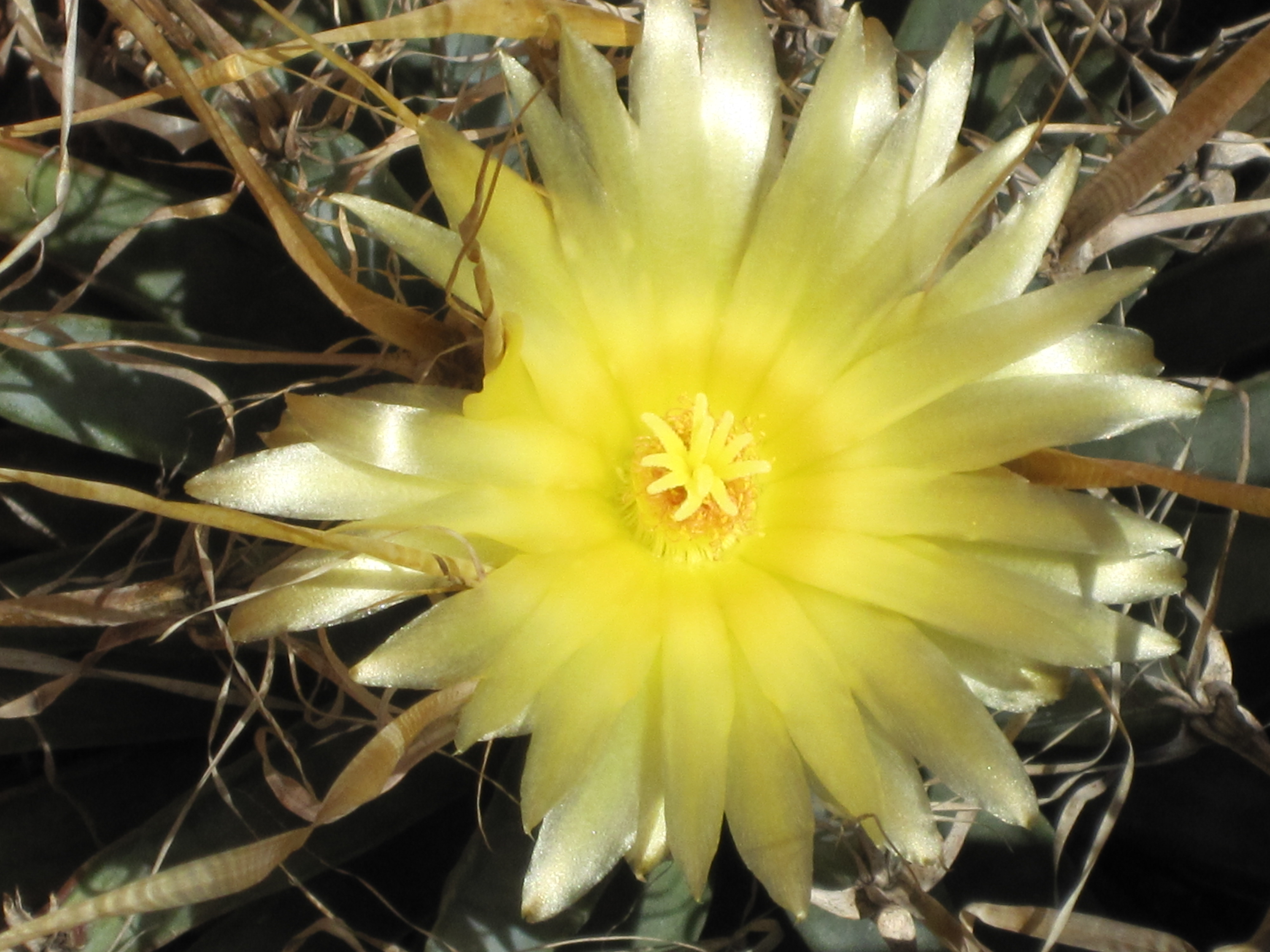
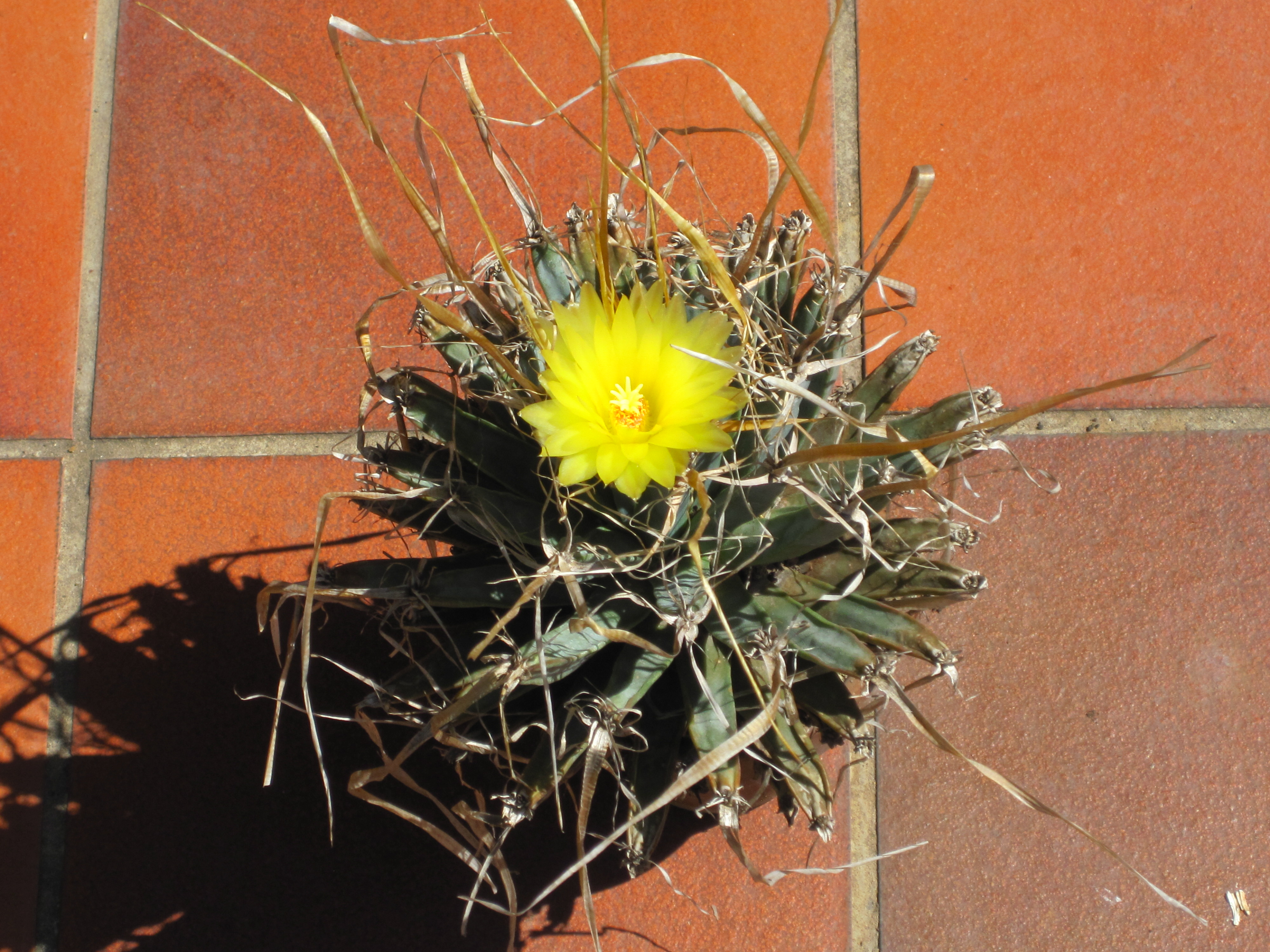